# Дяків Олександр Юрійович
Олекса́ндр Ю́рійович Дя́ків — полковник Збройних сил України, учасник російсько-української війни.

## З життєпису
Школу закінчив із золотою медаллю, з червоним дипломом — Харківський інститут військової авіації, заочно — Миколаївську філію ПВНЗ «Європейський університет». Льотчик штурмової авіації, інструктор, снайпер.
Вступив до Київської військової академії, оскільки призначений командиром військової частини. Здійснив 40 бойових вильотів на сході України.
З дружиною Танею виховують двох доньок.

## Нагороди
31 жовтня 2014 року за особисту мужність і героїзм, виявлені у захисті державного суверенітету та територіальної цілісності України, вірність військовій присязі під час російсько-української війни, відзначений — нагороджений орденом Богдана Хмельницького III ступеня.